# Binbō-gami ga!
Binbō-gami ga! (jap. 貧乏神が!; dosł. "Bogini Ubóstwa!") – manga komediowa autorstwa Yoshiakiego Sukeno, publikowana w magazynie Jump Square wydawnictwa Shūeisha od czerwca 2008. Adaptacja anime studia Sunrise była wyświetlana w Japonii między 4 lipca a 26 września 2012.

## Fabuła
Ichiko Sakura to szesnastoletnia uczennica, której niezwykle się w życiu powodzi. Jest tak z powodu nadmiaru "Energii Szczęścia", przez który zachwiała ona balans świata, sprawiając, że ludzie z jej otoczenia mają pecha. Na Ziemię zostaje wysłana Bogini Ubóstwa, Momiji, której zadaniem jest przywrócić światu równowagę.

## Obsada
| Postać               | Seiyū              |
| -------------------- | ------------------ |
| Główne bohaterki     |                    |
| Ichiko Sakura        | Kana Hanazawa      |
| Momiji Binbōda       | Yumi Uchiyama      |
| Ludzie               |                    |
| Bobby                | Yoshihisa Kawahara |
| Keita Tsuwabuki      | Kōki Uchiyama      |
| Ranmaru Rindou       | Haruka Tomatsu     |
| Nadeshiko Adenokouji | Sayaka Kanda       |
| Kikunoshin Suwano    | Hiroshi Naka       |
| Akane Tange          | Kozue Harashima    |
| Bóstwa               |                    |
| Yamabuki             | Kikuko Inoue       |
| Momō Inugami         | Hiro Shimono       |
| Tama                 | Ayaka Mori         |
| Kuroyuri             | Ryōko Shiraishi    |
| Ibuki                | Kōji Yusa          |